# Sepang International Circuit
A Sepang International Circuit (SIC) egy motorsport-versenypálya, amelyen 1999 óta rendezik meg a Formula–1-es és a MotoGP maláj nagydíjat. A pálya Sepang városban, a fővárostól, Kuala Lumpurtól nem messze fekszik.

## Története
A pályát a német Hermann Tilke tervezte Sanghaj, Bahrein és Isztambul mellett. 1998-ban kezdték el építeni és 1999-ben tartották rajta az első Formula–1 maláj nagydíjat. Ekkor volt a pálya hivatalos megnyitója is.

## Elhelyezkedése
Kuala Lumpurtól 35 kilométerre, Sepang településtől 6 kilométerre délre helyezkedik el. Közvetlenül a maláj észak-déli autópálya mentén fekszik. Az autópálya másik oldalán a Kuala Lumpur nemzetközi repülőtér (KLIA) helyezkedik el.

## A pálya

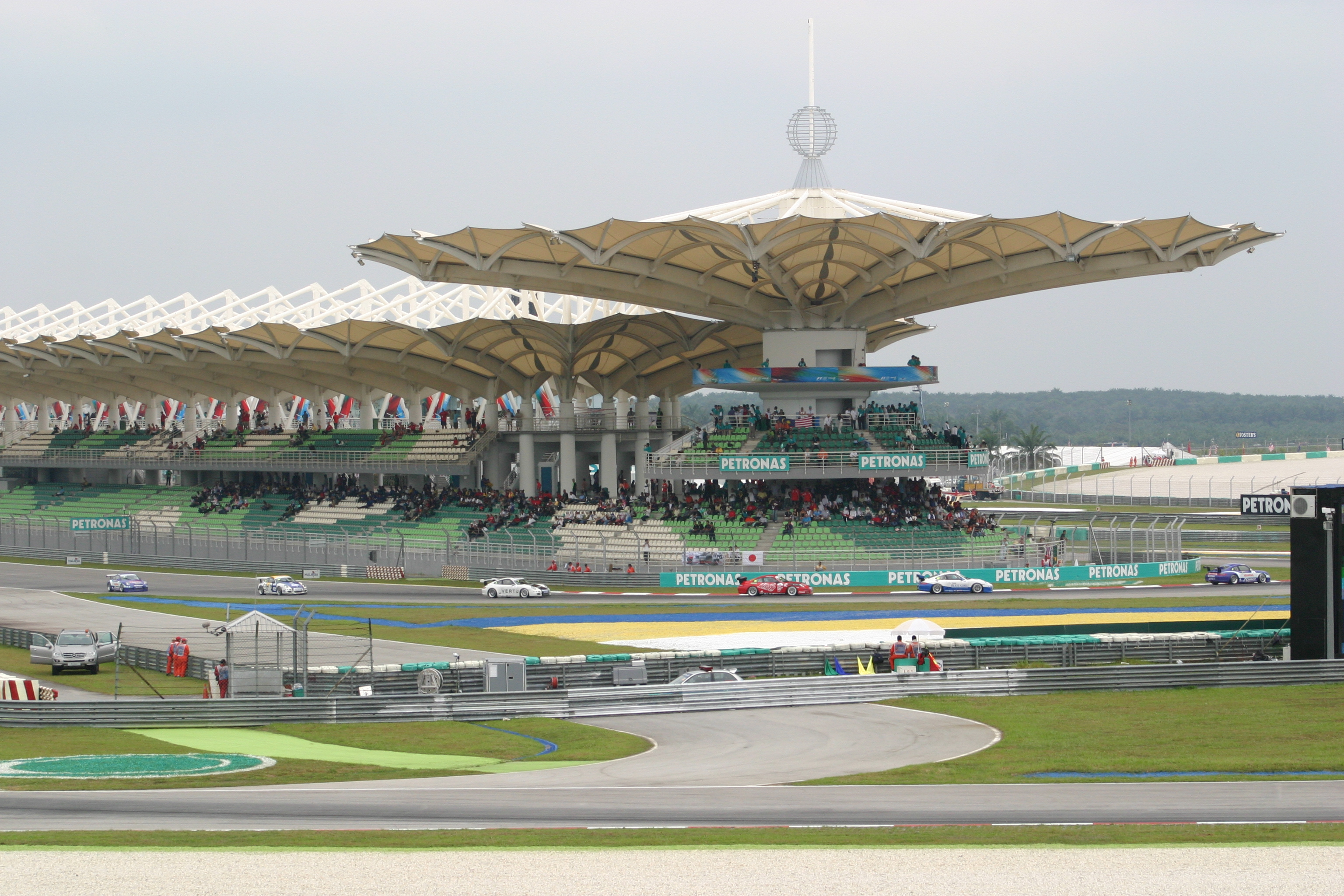
A főtribűn

A fő pálya 5,543 km hosszú, az óramutató járásával megegyezően haladnak rajta. Sok egyenes, és visszafordító kanyar van benne, az aszfaltcsík legnagyobb szélessége 22 méter. Vonalvezetése meglehetősen szokatlan, a hátsó egyenes majdnem olyan hosszúságú, mint a 925 méter hosszú célegyenes. A két egyenest egy visszafordító hajtűkanyar köti össze. A két, egymással majdnem párhuzamos egyenes között helyezkedik el a Mall főtribűn, amely mindkét egyenesre ránéz. Stílusa Malajzia nemzeti virágát, a hibiszkuszt idézi. A főtribűn befogadóképessége 50 000 fő, míg a pályán összesen 130 000-en férnek el egyszerre. Az aszfaltcsíkon több jó előzési pont is akad. A boxutca mögötti paddockba a pálya 4-es kanyarja előtt egy alagúton keresztül lehet bejutni. A pálya főbejárata a célegyenes és a hátsó egyenes, a 14-es és az első kanyar között helyezkedik el. Innen a két egyenes között haladva a 15-ös kanyarig el lehet jutni gyalog.

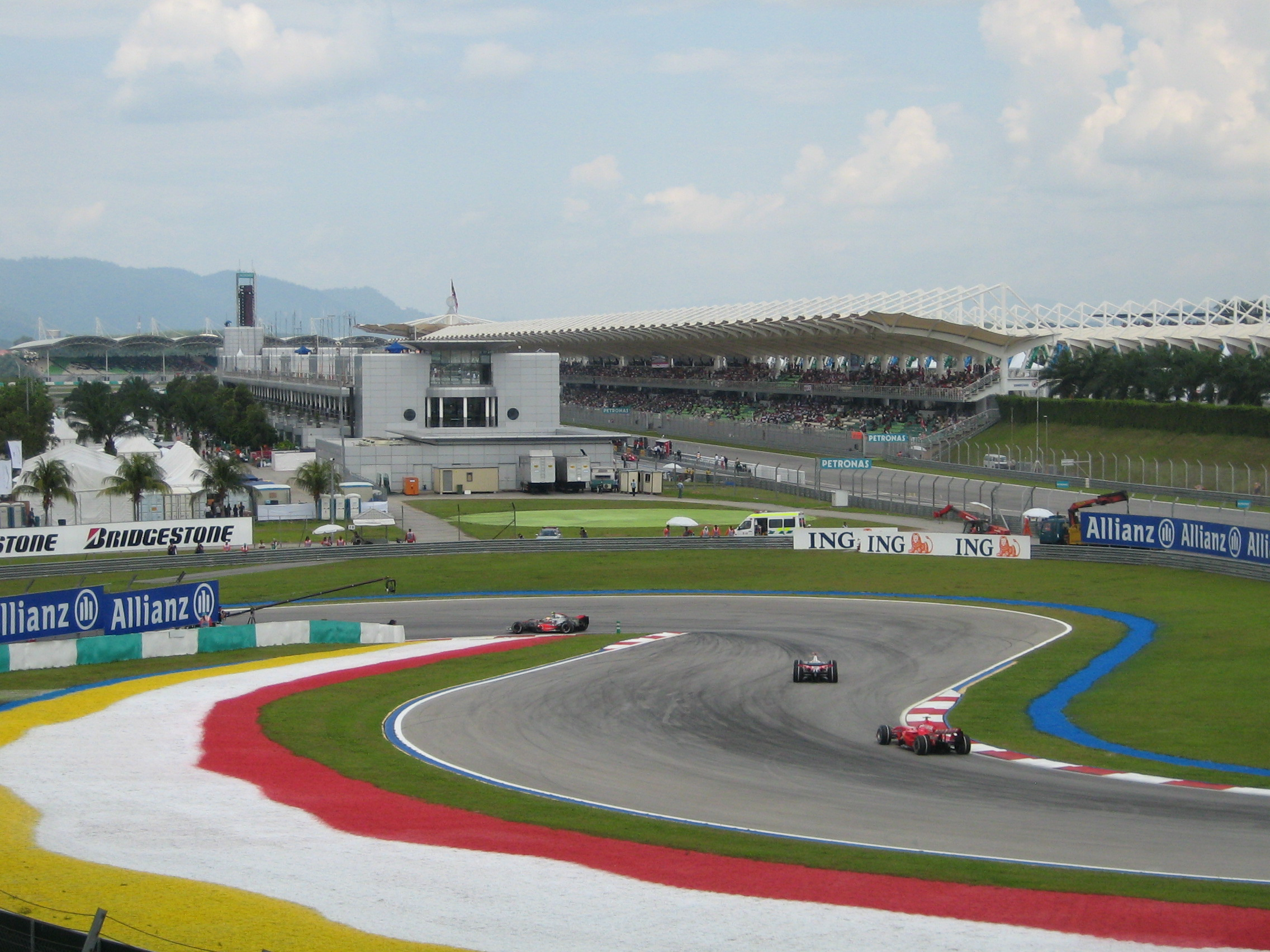
A célegyenes, és az első kanyar

15 kanyarjából 5 bal- és 10 jobbkanyar.
A pályának két másik konfigurációja is van. 
Az északi pálya az óramutató járásával megegyező irányú, a fő pálya első felének nyomvonalán halad a 6-os kanyarig, ezután visszakanyarodik a 15-ös kanyarra és onnan a célegyenesre. Az északi változat hossza 2,71 kilométer.
A déli rész szintén az óramutató járásával megegyező irányú. A hátsó egyenes végéig elhaladva a 8-as kanyarnál egy hajtűkanyarral csatlakozik bele a fő pálya második felének nyomvonalára. A hátsó egyenes mentén külön boxutcája van. 2,61 km hosszú.
A létesítmény magában foglal egy rövidebb gokart- és egy motokrosszpályát is.
A környékre a rendkívül magas páratartalom jellemző, mely igencsak megerőlteti az autókat, és a pilótákat is.
A pályarekord 1:32,582, amit Fernando Alonso futott 2005-ben. Egy verseny 56 körből áll, ami 310,408 km.

## Eddigi győztesek

A versenypálya

| Év   | Győztes              | Csapat           | Átlagsebesség |
| ---- | -------------------- | ---------------- | ------------- |
| 1999 | Eddie Irvine         | Ferrari          | 192,682 km/h  |
| 2000 | Michael Schumacher   | Ferrari          | 194,199 km/h  |
| 2001 | Michael Schumacher   | Ferrari          | 170,031 km/h  |
| 2002 | Ralf Schumacher      | Williams-BMW     | 194,790 km/h  |
| 2003 | Kimi Räikkönen       | McLaren-Mercedes | 201,629 km/h  |
| 2004 | Michael Schumacher   | Ferrari          | 204,384 km/h  |
| 2005 | Fernando Alonso      | Renault          | 203,408 km/h  |
| 2006 | Giancarlo Fisichella | Renault          | 205,297 km/h  |
| 2007 | Fernando Alonso      | McLaren-Mercedes | 201,894 km/h  |
| 2008 | Kimi Räikkönen       | Ferrari          | 203,971 km/h  |
| 2009 | Jenson Button        | Brawn-Mercedes   | 171,833 km/h  |
| 2010 | Sebastian Vettel     | Red Bull-Renault | 198,541 km/h  |
| 2011 | Sebastian Vettel     | Red Bull-Renault | 190,700 km/h  |
| 2012 | Fernando Alonso      | Ferrari          | 112,969 km/h  |
| 2013 | Sebastian Vettel     | Red Bull-Renault | 188,231 km/h  |
| 2014 | Lewis Hamilton       | Mercedes AMG     | 185,442 km/h  |
| 2015 | Sebastian Vettel     | Ferrari          | 184,225 km/h  |
| 2016 | Daniel Ricciardo     | Red Bull-Renault | 191,584 km/h  |
| 2017 | Max Verstappen       | Red Bull-Renault | 206,889 km/h  |

## Képgaléria

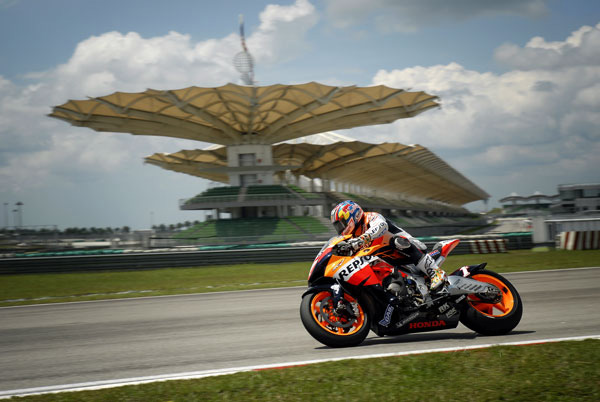
Nicky Hayden egy 2006-os teszten
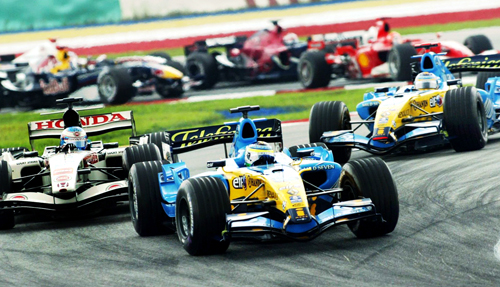
A 2006-os maláj nagydíj
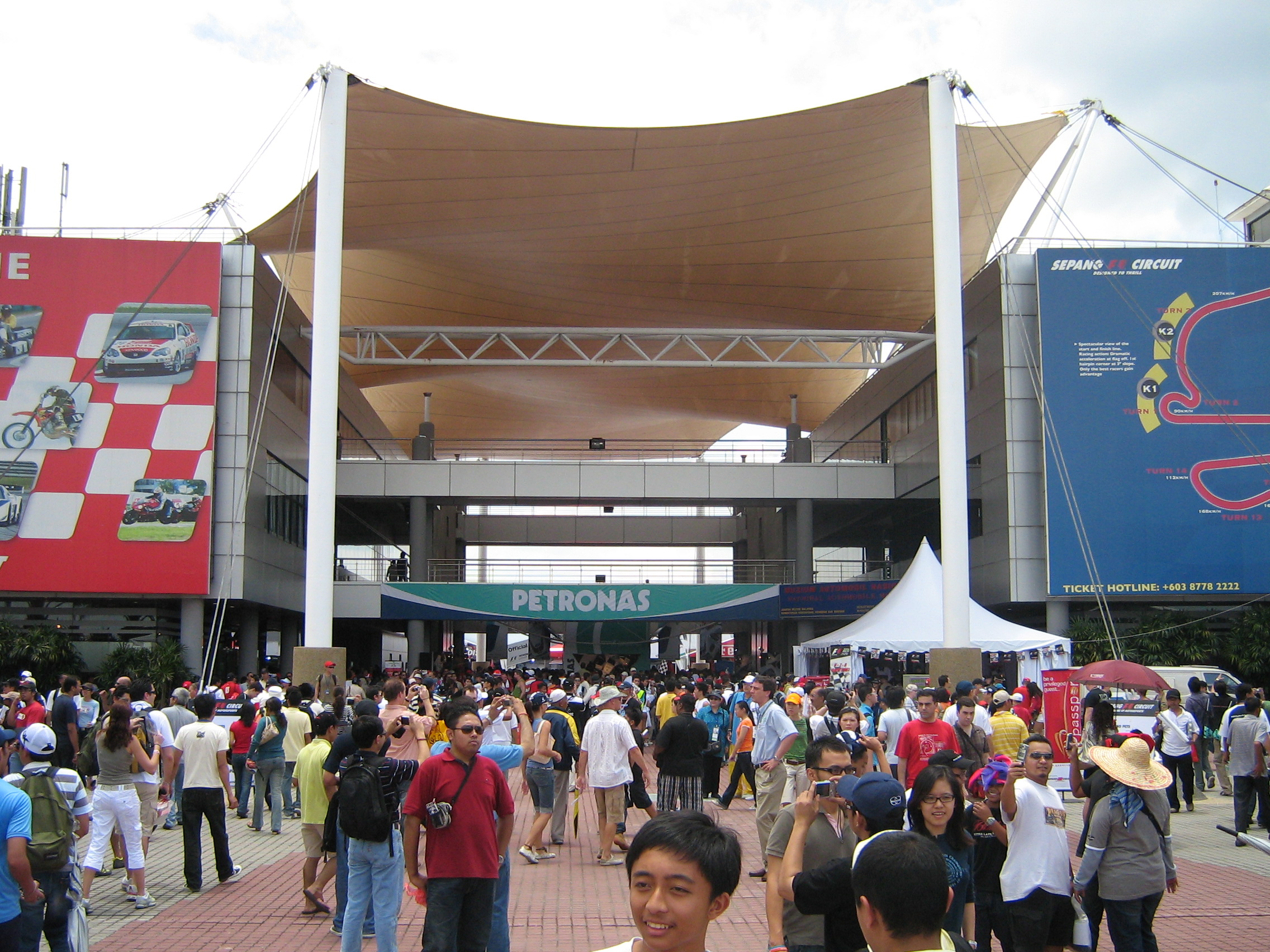
A pályabejárat
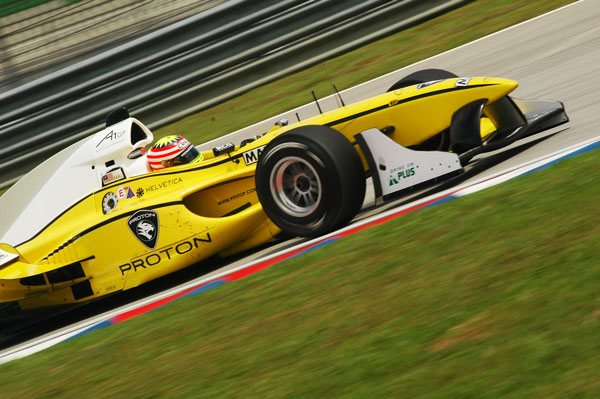
Alex Yoong maláj versenyző 2006-ban az A1GP-ben
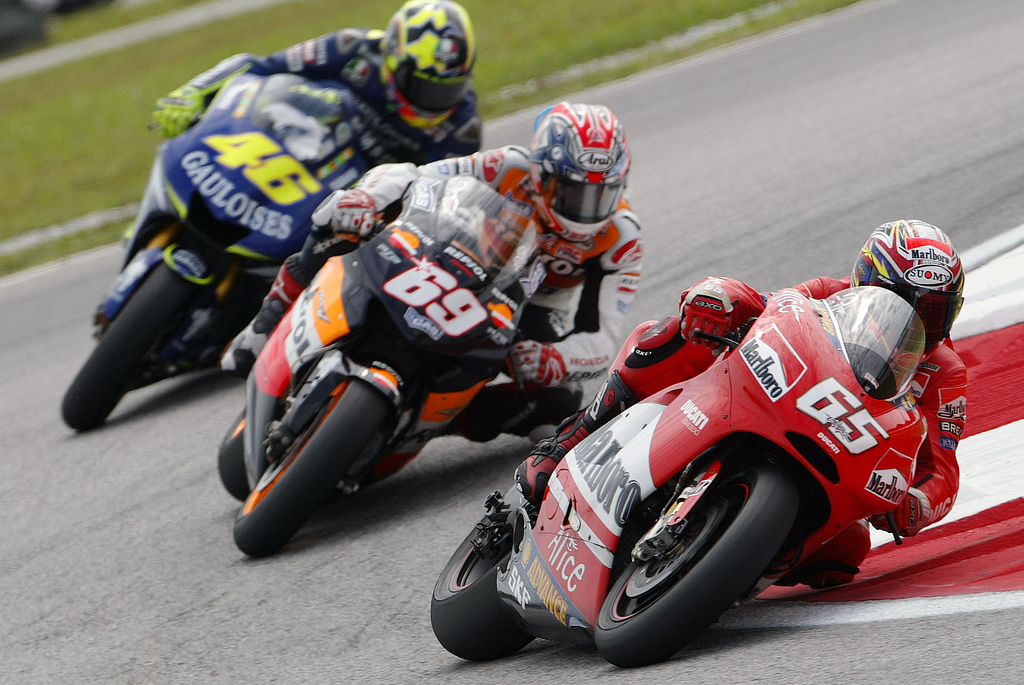
A 2005-ös MotoGP maláj nagydíj
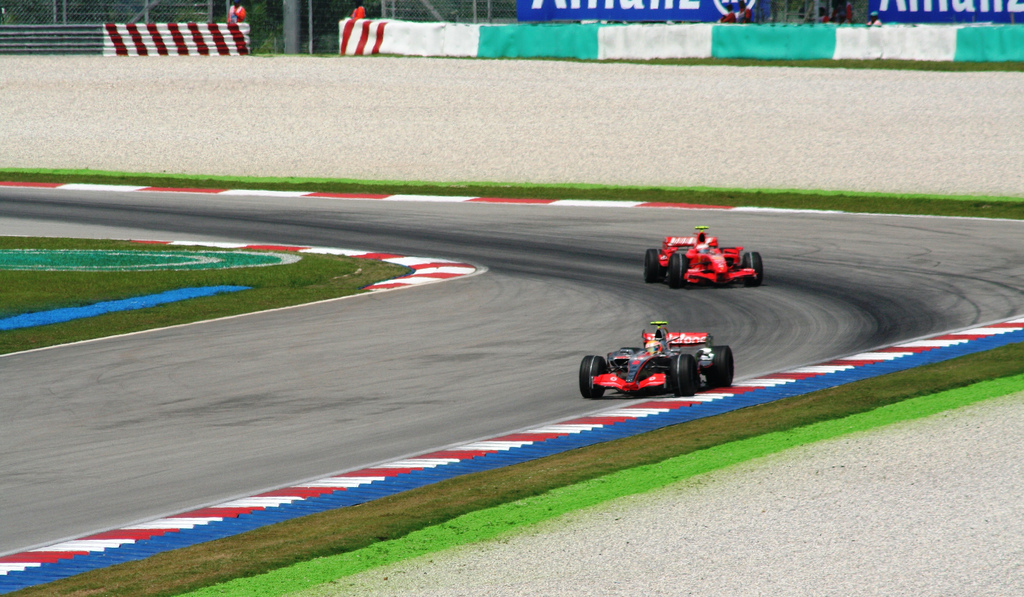
A 2007-es maláj nagydíj
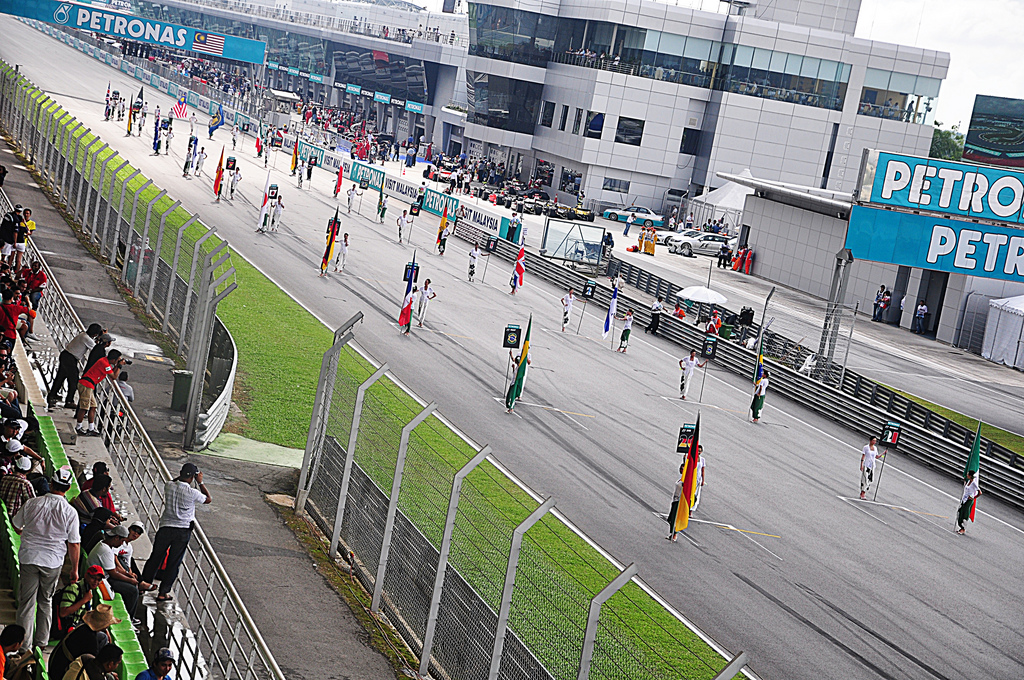
A boxutca és a célegyenes
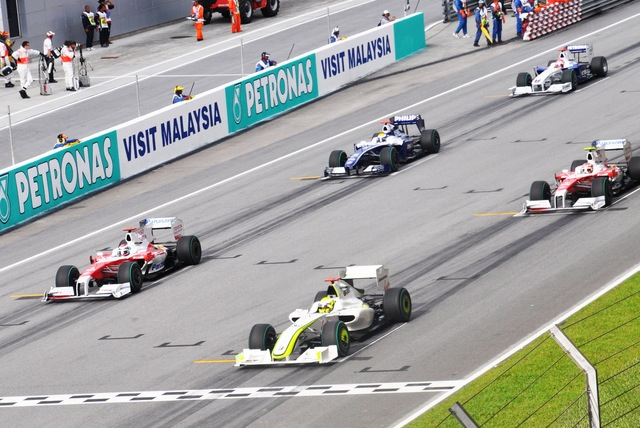
A 2009-es maláj nagydíj